# Arius cookei
 Arius cookei és una espècie de peix de la família dels àrids i de l'ordre dels siluriformes.

## Morfologia
Els mascles poden assolir els 42,8 cm de llargària total.

## Distribució geogràfica
Es troba als rius i estuaris del vessant del Pacífic de Costa Rica i Colòmbia.